# Otso Liimatta
Otso Liimatta (* 10. Juli 2004) ist ein finnischer Fußballspieler, der aktuell beim AC Oulu in der Veikkausliiga unter Vertrag steht.

## Karriere

### Verein
Liimatta begann seine fußballerische Ausbildung bei Tervarit Oulu. 2020 wechselte er zu Oulun Luistinseura, wo er als Kooperationsspieler des AC Oulu spielte. Gegen JIPPO Joensuu debütierte er in der Kakkonen über die vollen 90 Minuten für Oulun. Dies war jedoch sein einziger Einsatz in der Spielzeit. Am 28. Mai 2021 (5. Spieltag) debütierte er gegen HJK Helsinki in der Veikkausliiga, als er in der 70. Minute eingewechselt wurde und bei der 1:3-Niederlage das einzige Tor vorbereitete. Am 8. August 2021 (13. Spieltag) schoss er bei einem 3:0-Sieg über Närpes Kraft das dritte Tor seines Kooperationsklubs und sein erstes im Profibereich. Insgesamt spielte er 18 Mal für Oulun und traf dreimal. Zur neuen Saison 2022 kehrte er zum AC Oulu zurück. Dort traf er am 29. April 2022 (5. Spieltag) das erste Mal für seinen eigentlichen Klub.

### Nationalmannschaft
Liimatta spielte im Mai 2019 zweimal für die U15-Nationalmannschaft. Im August desselben Jahres kam er zu zwei Einsätzen für die U16-Mannschaft, wobei er einmal traf. Mittlerweile spielt er für die U18-Junioren der Finnen.